# Ježkovice (Voděrady)
Ježkovice (německy Jeschkowitz) je malá vesnice, část obce Voděrady v okrese Rychnov nad Kněžnou. Nachází se asi 2 km na jih od Voděrad. V roce 2009 zde bylo evidováno 25 adres. V roce 2001 zde trvale žilo 42 obyvatel.
Ježkovice je také název katastrálního území o rozloze 1,92 km2.

## Galerie

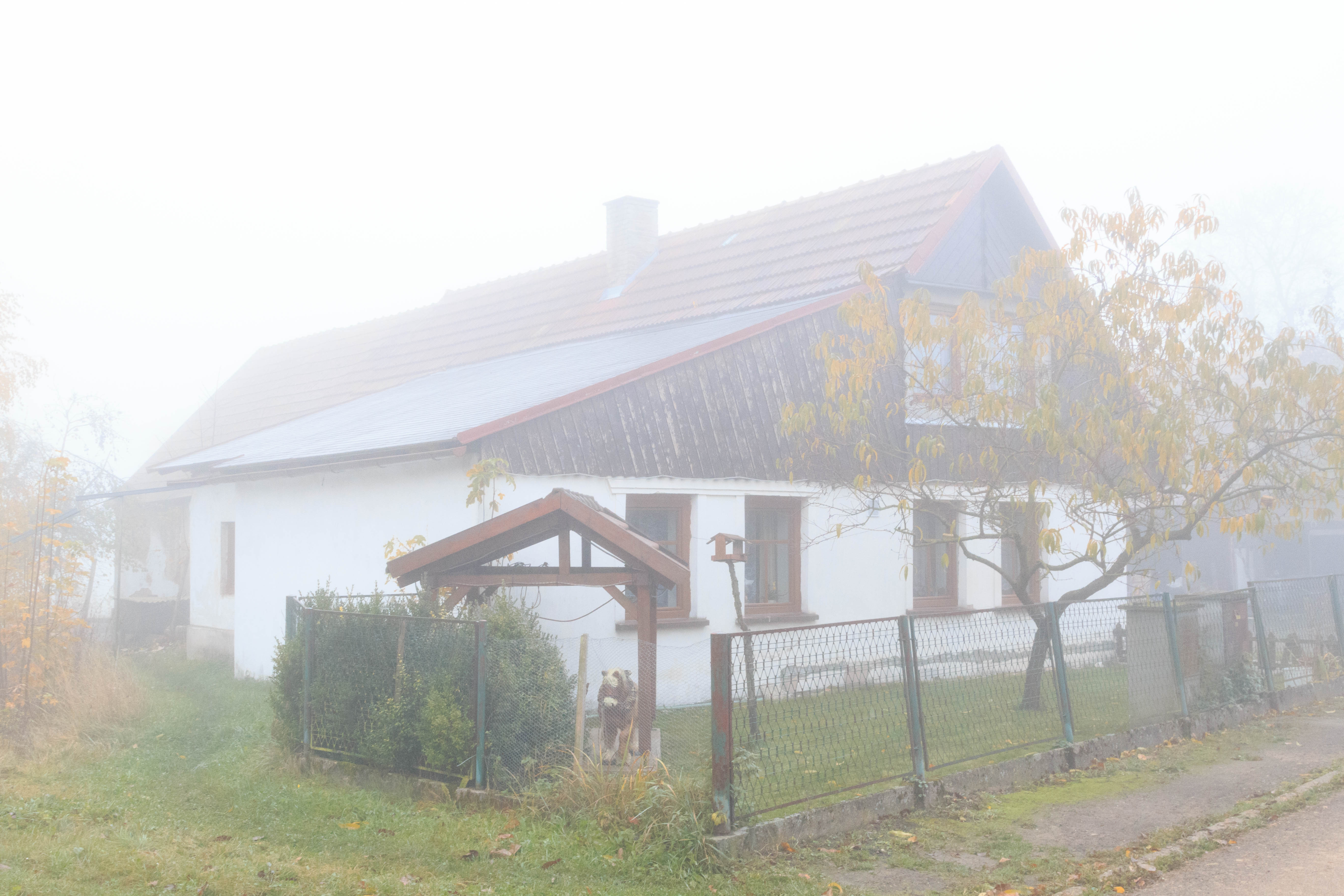
Ježkovice u Voděrad - čp. 28
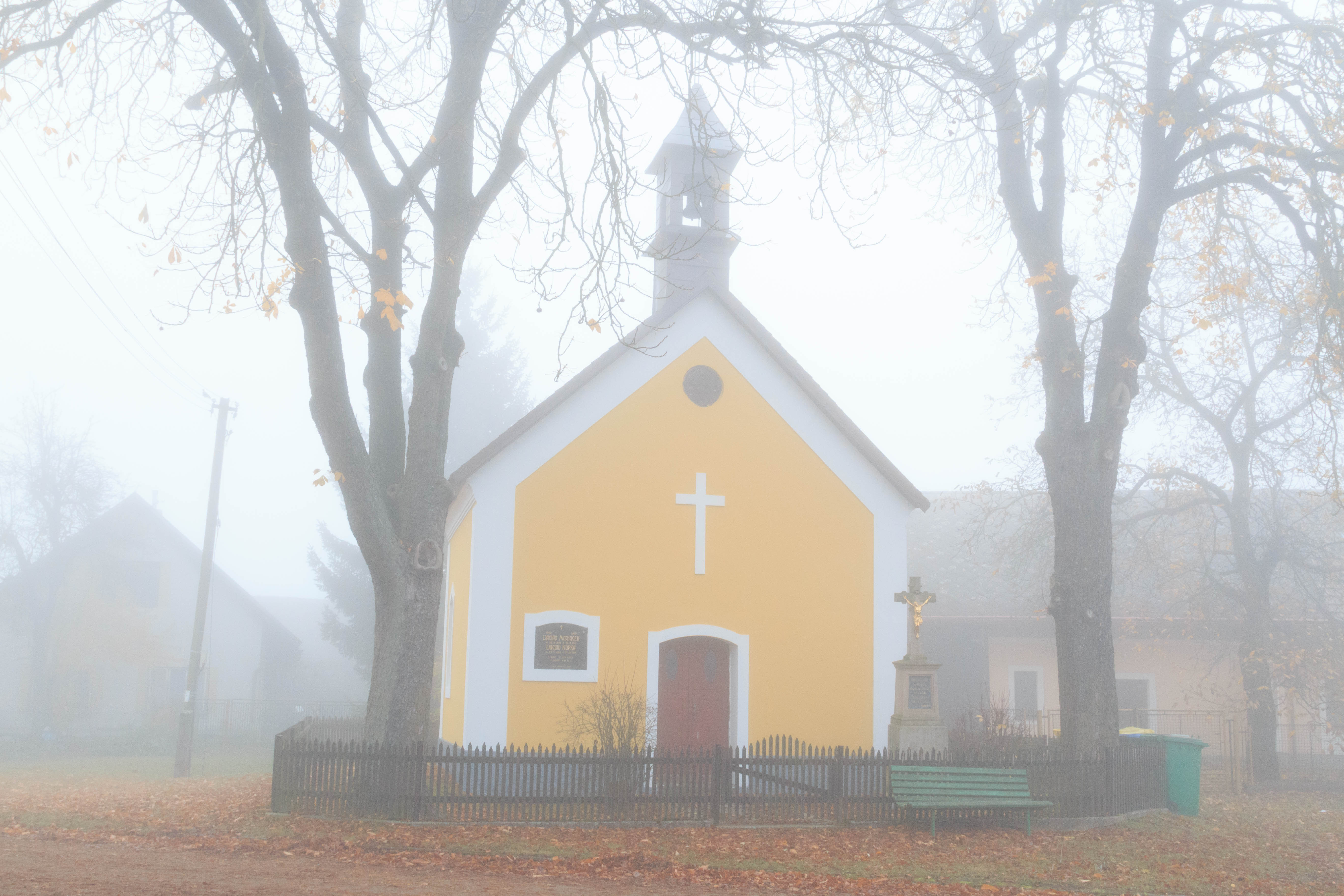
Ježkovice u Voděrad - kaple
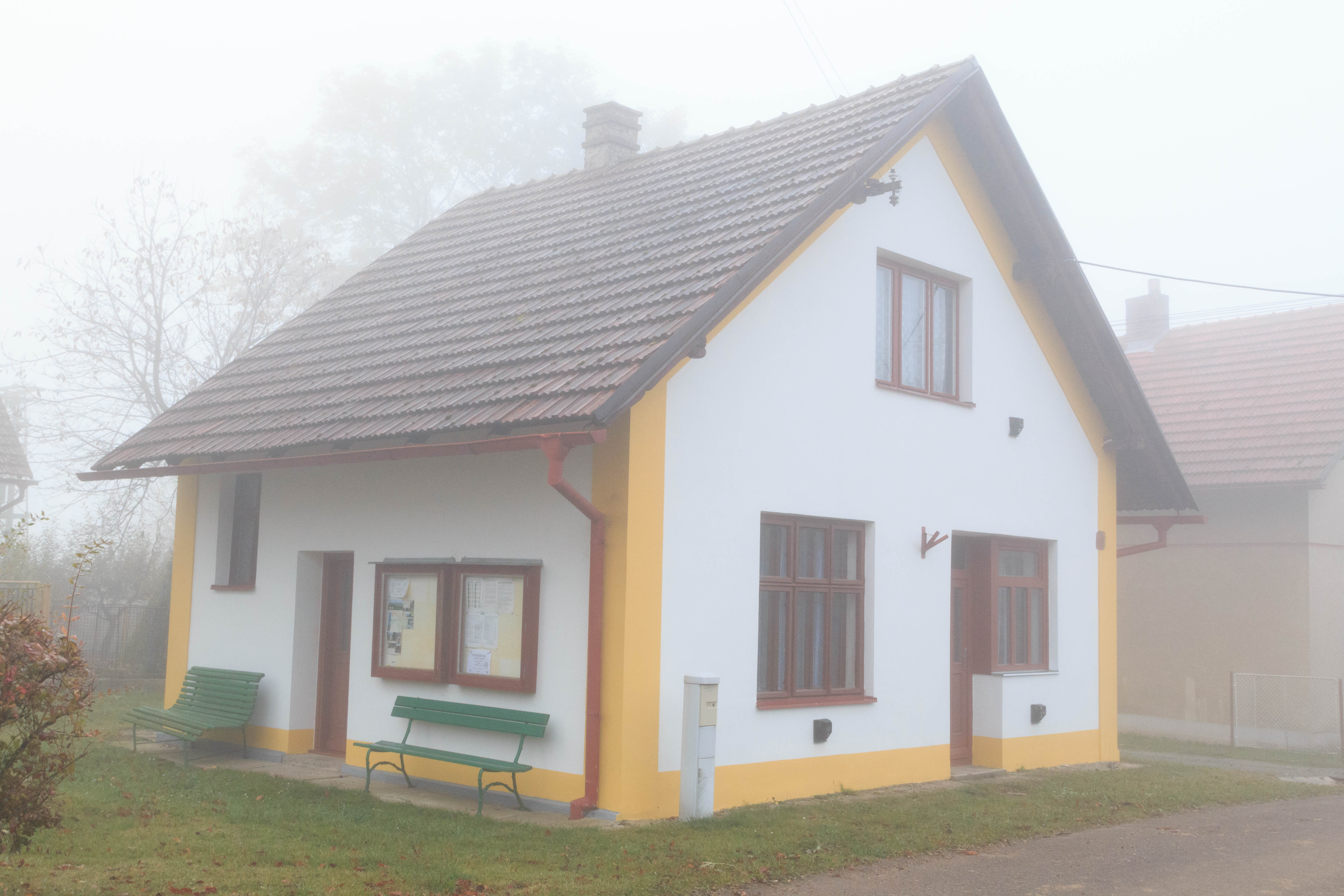
Ježkovice u Voděrad - obecní domek
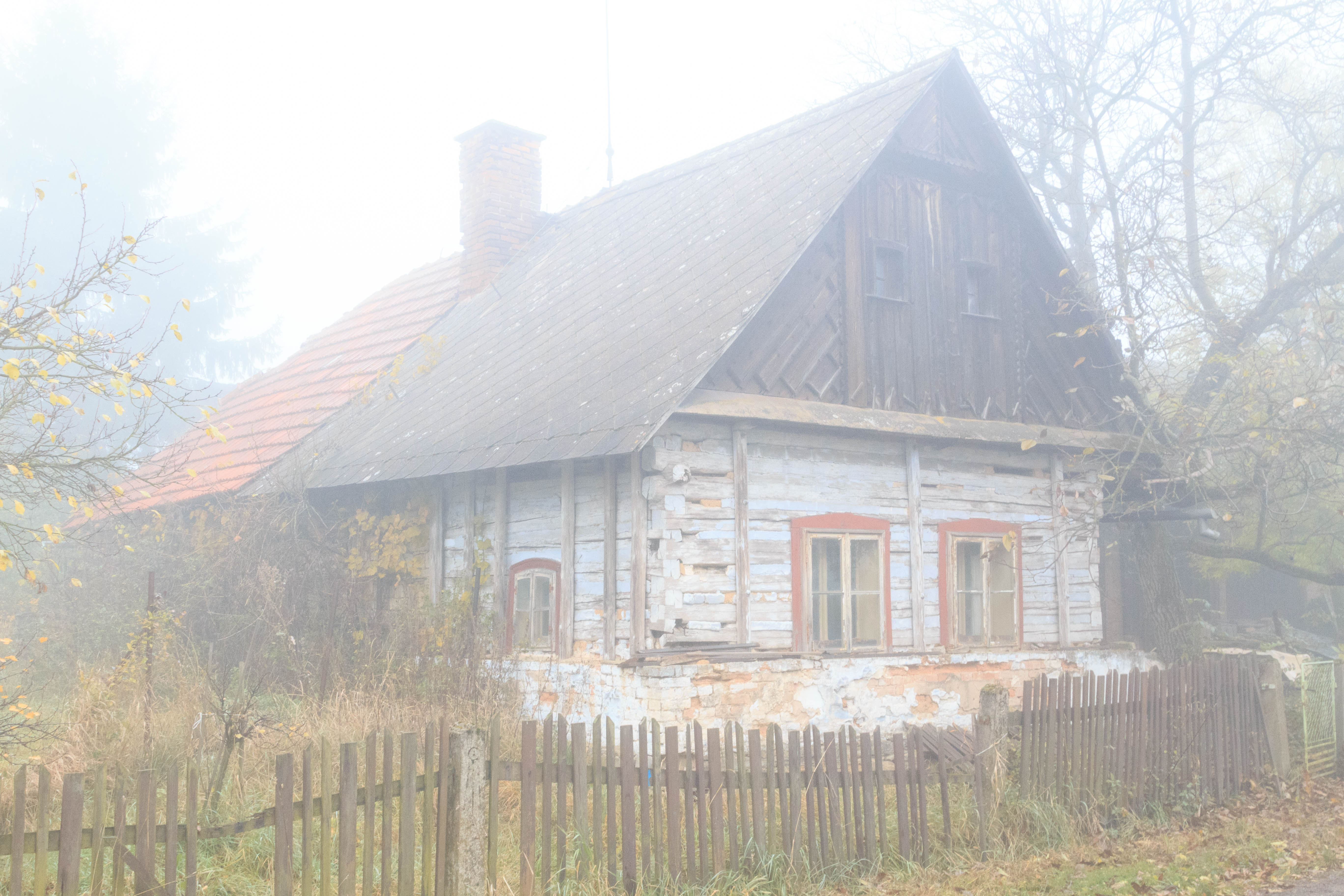
Ježkovice u Voděrad - čp. 18